# Taio Cruz
Taio Cruz, właściwie Jacob Taio Cruz (urodzony jako Adetayo Ayowale Onile-Ere 23 kwietnia 1980 w Londynie) – brytyjski piosenkarz, autor tekstów i producent pochodzenia nigeryjsko-brazylijskiego.
Zadebiutował jako producent muzyczny, współpracując z Britney Spears, Justinem Timberlakiem i Pussycat Dolls. W roku 2008 wydał swój debiutancki album studyjny Departure, w całości wyprodukowany przez siebie. Rok później, w październiku 2009, na rynek wprowadzono album Rokstarr promowany przez singel „Break Your Heart”, który znalazł się na szczytach oficjalnych notowań w Wielkiej Brytanii, Stanach Zjednoczonych i Kanadzie.

## Życiorys
Cruz urodził się w Londynie, w Wielkiej Brytanii jako syn Brazylijki i Nigeryjczyka. Wokalista ukończył prywatną szkołę Christ’s Hospital umiejscowioną w hrabstwie West Sussex. W roku 2006 rozpoczął działalność producencką zakładając Rokstarr Music London, firmę zajmującą się produkcją oraz dystrybucją nagrań. Za jej pośrednictwem wydał debiutancki singel „I Just Wanna Know”. W roku 2006 Taio Cruz podpisał również kontrakt producencki z wytwórnią Universal Music Group.

## Kariera muzyczna

### 2008–2009:Departure
W roku 2006 artysta wydał swój debiutancki singel „I Just Wanna Know”, jednak utwór nie zyskał pożądanego sukcesu i zadebiutował na notowaniu UK Singles Chart monitującym sprzedaż najpopularniejszych singli w Wielkiej Brytanii na pozycji 54, by tydzień później zanotować awans na szczytowe 29. miejsce. Rok później wokalista zaprezentował swój drugi singel, kompozycję „Moving On”, która została odnotowana na podobnej pozycji co debiut artysty, miejscu 26. W lutym 2008 wokalista wydał trzeci singel promujący album Departure, piosenkę „Come On Girl” nagraną z gościnnym udziałem Luciany. Kompozycja zyskała sukces zajmując pozycję w Top 10 oficjalnego brytyjskiego zestawienia najchętniej kupowanych singli, zaś sam utwór spędził na liście ponad cztery miesiące.
Miesiąc po premierze trzeciego singla, Cruz wydał na rynek swój debiutancki album studyjny Departure. Materiał zawarty na płycie stworzony oraz wyprodukowany został w całości przez artystę. Departure zadebiutował na pozycji 17. zestawienia najpopularniejszych albumów w Wielkiej Brytanii, zaś sprzedaż albumu w pierwszym tygodniu od premiery przekroczyła 11 tysięcy egzemplarzy. We wrześniu 2008 album zyskał certyfikat złotej płyty za sprzedaż 100.000 kopii w rodzimym kraju wokalisty.
Po premierze albumu, Cruz wydał kolejne dwa single, które znalazły się w Top 20 zestawienia UK Singles Chart. „I Can Be” wydany w maju 2008 był notowany na pozycji 18., zaś „She’s like a Star” z sierpnia 2008 osiągnął 20. miejsce. Ostatni z singli znany jest również z dwóch wersji – remiks kompozycji nagrany został z gościnnym udziałem brytyjskiego girlsbandu Sugababes. W międzyczasie kariery muzycznej Cruz współpracował z takimi artystami, jak Britney Spears, Brandy, Leona Lewis, Justin Timberlake oraz Alexandra Burke.

### 2009–2011:Rokstarr
W styczniu 2009 na rynku muzycznym ukazała się kompozycja „Take Me Back” Tinchy Strydera nagrana z gościnnym udziałem Cruza. Piosenka, która zyskała sukces w rodzimym kraju artystów stała się pierwszym singlem zapowiadającym drugi album studyjny Taio Cruza. W tym samym czasie wokalista podpisał kontrakt z amerykańską filią wytwórni Mercury Records na dystrybucję nagrań wokalisty na amerykańskim rynku muzycznym.
We wrześniu 2009 światło dzienne ujrzał utwór „Break Your Heart”, który stał się drugim singlem promującym album Rokstarr. Kompozycja zyskała wysoką popularność w Europie osiadając na szczycie notowania UK Singles Chart. Miesiąc po premierze „Break Your Heart”, na brytyjski rynek muzyczny wydany został drugi album studyjny Cruza, Rokstarr. Wydawnictwo notowane było na 14. pozycji najpopularniejszych albumów w Wielkiej Brytanii. W listopadzie wydany został trzeci singel prezentujący album, kompozycja „No Other One”, która nie zyskała na sukcesie i stała się najmniej popularnym singlem wydanym przez artystę. 3 maja 2010 na brytyjski rynek muzyczny wydany został czwarty singel promujący wydawnictwo, utwór „Dirty Picture” nagrany z gościnnym udziałem amerykańskiej wokalistki Ke$hy. Piosenka znalazła się na 10. miejscu zestawienia najpopularniejszych singli w Wielkiej Brytanii.
Po sukcesie singla „Break Your Heart” w Europie, Cruz zdecydował się wydać utwór w Stanach Zjednoczonych Ameryki. Wersja kompozycji z udziałem Ludacrisa ukazała się w lutym 2010 i zyskała na wysokiej popularności osiadając na szczytach notowań Billboard Hot 100 oraz Canadian Hot 100. Płyta Rokstarr została wydana na amerykańskim rynku dnia 18 maja 2010. Drugim singlem promującym amerykańską edycję albumu stał się utwór „Dynamite”, który powtórzył sukces debiutanckiej kompozycji promującej wydawnictwo zajmując pozycje w Top 3 oficjalnych zestawień w Kanadzie oraz Stanach Zjednoczonych.

## Dyskografia
- 2008 – Departure
- 2009 – Rokstarr
- 2011 – TY.O